# Tobobé
Tobobé es un corregimiento del distrito de Kusapín en la comarca Ngäbe-Buglé, República de Panamá. La localidad tiene 5.056 habitantes (2010).